# Bahnhof Reicholzheim
Der ehemalige Bahnhof Reicholzheim, heute nur noch ein Haltepunkt, liegt an der Bahnstrecke Lauda–Wertheim. Die Zugangsstelle ist namensgebend für den umgebenden Wohnplatz Bahnstation Reicholzheim auf der Gemarkung des Wertheimer Ortsteils Reicholzheim.

## Geschichte
Das im Jahre 1868 errichtete historische Empfangsgebäude ist in seinen Grundzügen bis heute erhalten geblieben. Am 31. Dezember 1987 kam das Aus für den Bahnhof als Dienststelle und das Personal wurde abgezogen. Das Gebäude wird heute privat bewohnt. Am 18. Januar 1988 wurde der Bahnübergang auf eine vollautomatische Steuerung umgebaut, die Weichen zum Gleis 1 mit den Signalen ausgebaut. Die restlichen Gleisanlagen blieben liegen. 1995 wurde das Gleis 1 ausgebaut und der Bahnhof mit Bahnsteig verkauft. Das Gleis 2 wurde ein durchgehendes Hauptgleis und ein neuer Zugang von der Straße mit Bahnsteig und kleinem Wartehäuschen errichtet. 2019 wurde der Bahnsteig auf 55 cm erhöht, ein neues Wartehäuschen, neue Info-Leitsysteme und eine neue Beleuchtung hinzugefügt.

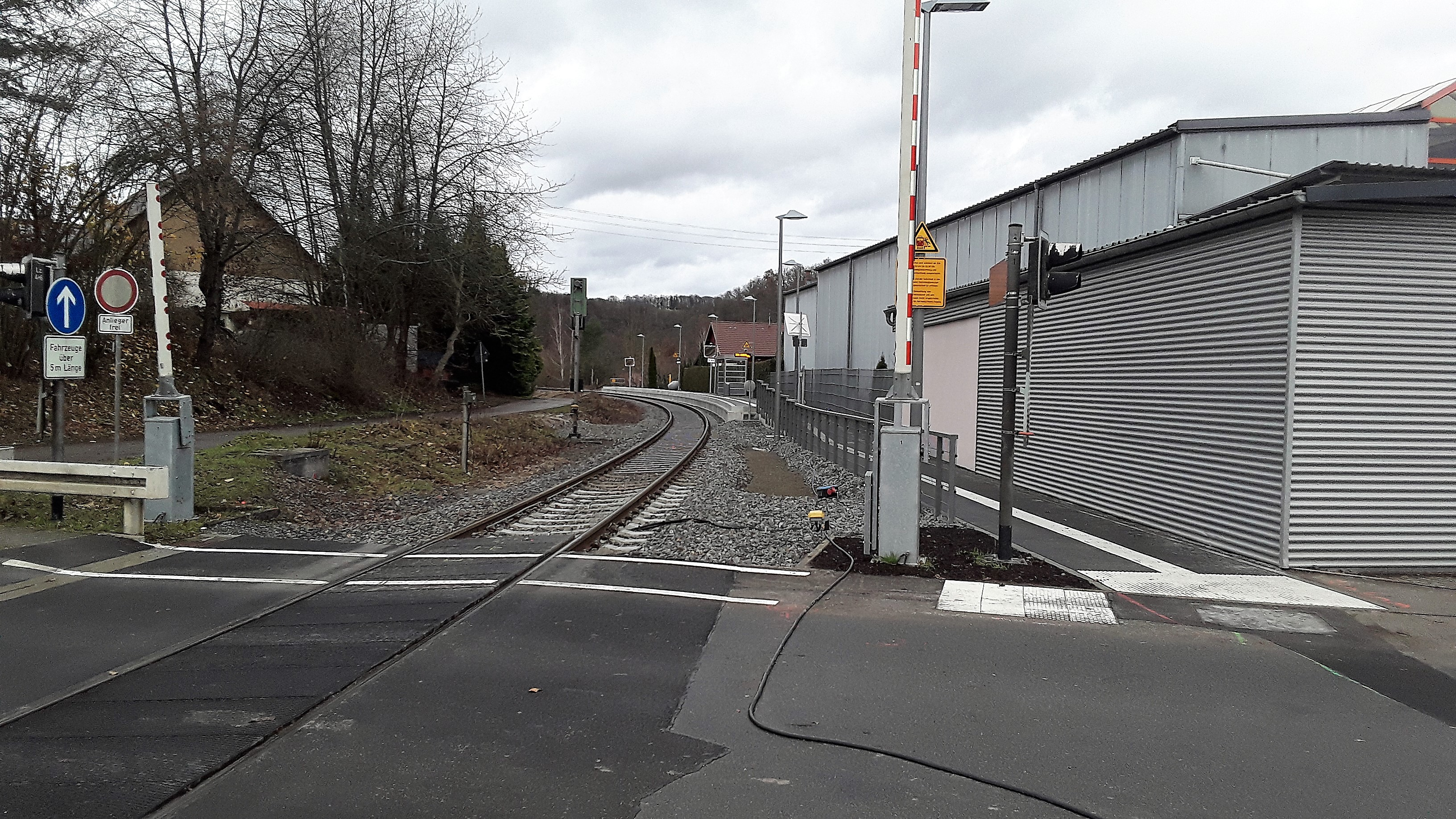
Bahnübergang
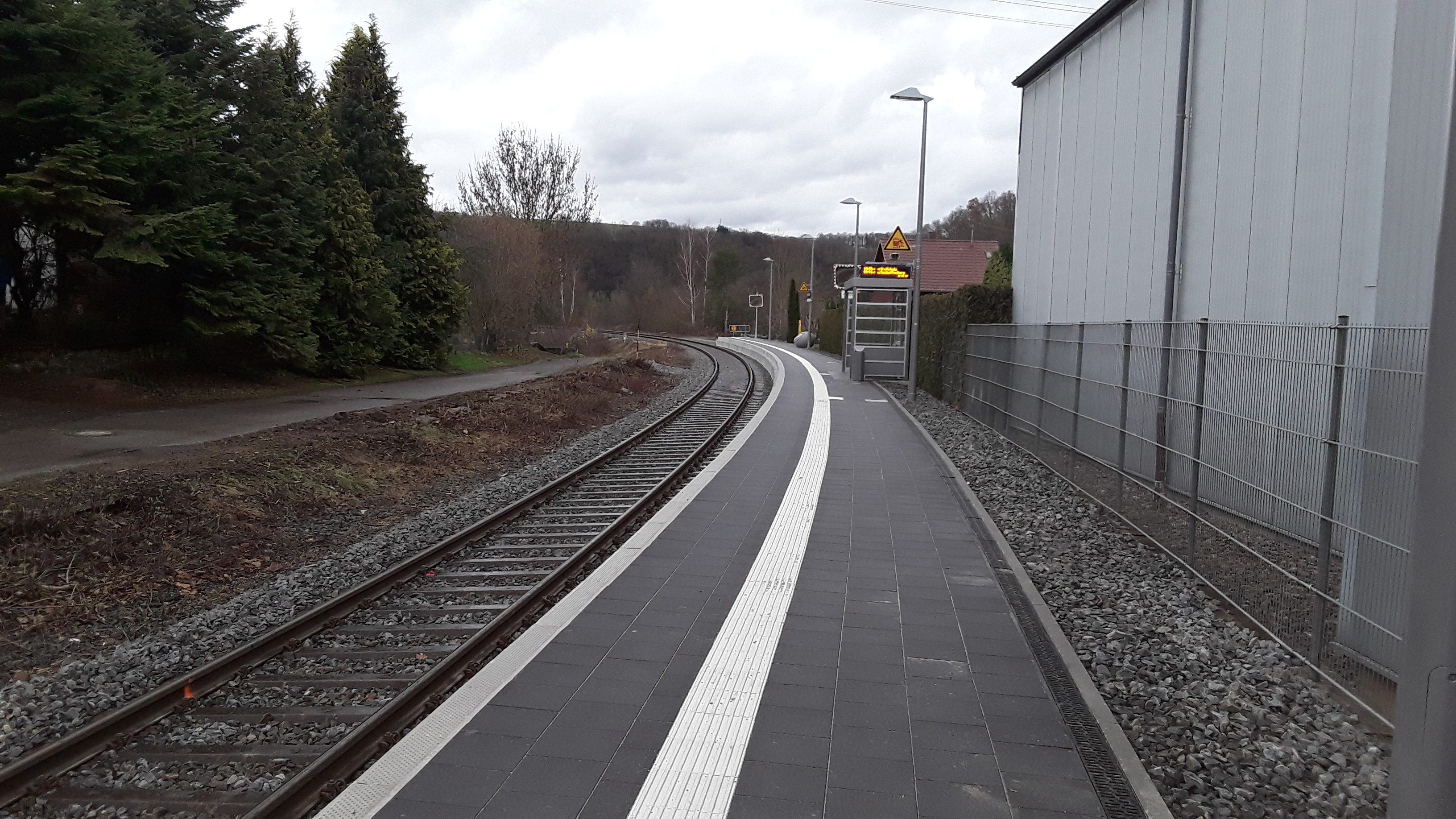
Bahnsteig, Blickrichtung Wertheim
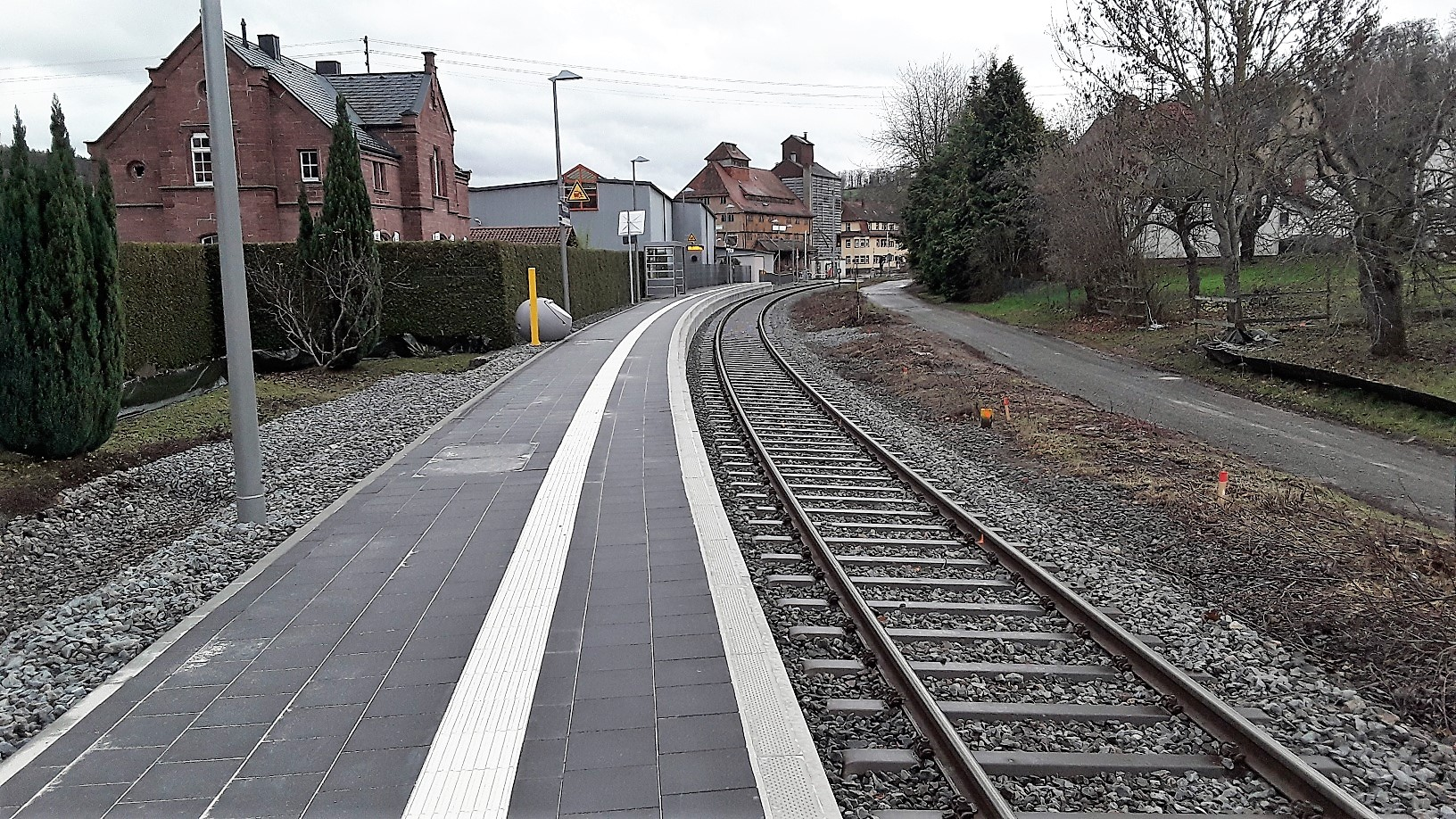
Bahnsteig, Blickrichtung Bronnbach

## Denkmalschutz
Teile des ehemaligen Bahnhofsgebäudes stehen unter Denkmalschutz. Der Bahnhof Reicholzheim ist auch Teil der Sachgesamtheit "Badische Taubertalbahn".